# I Love to Move in Here
«I Love to Move in Here» es una canción del músico de electrónica Moby lanzado como el segundo sencillo de su álbum del 2008 Last Night. En este con Grandmaster Caz en las vocales, que tiene un notable sentido de música house.
Un vídeo musical fue lanzado para la canción, con un pulpo fluorescente que va a una discoteca. Moby hace un breve cameo como un clubber, mientras Grandmaster Caz hace una aparición durante la parte donde interpreta el rap de la canción. Este es la segunda lista más álta de Moby de Last Night en el Billboard's Hot Dance Club Play, seguida del número uno "Disco Lies".

## Canciones
CDMUTE391
1. "I Love to Move in Here" (Radio Version)
2. "I Love to Move in Here" (Seamus Haji Radio Edit)

MUTE391
1. "I Love to Move in Here" (Seamus Haji Radio Edit)
2. "I Love to Move in Here" (Radio Mix)
3. "I Love to Move in Here" (Seamus Haji Remix)
4. "I Love to Move in Here" (Crookers Crack Mix)
5. "I Love to Move in Here" (Crookers Lemmesee Mix)
6. "I Love to Move in Here" (Crookers Bass In Herre Mix)

LCDMUTE391
1. "I Love to Move in Here" (Radio Version)
2. "I Love to Move in Here" (Seamus Haji Remix)
3. "I Love to Move in Here" (Holy Ghost! Remix)
4. "I Love to Move in Here" (Crookers Bass In Here Mix)
5. "I Love to Move in Here" (Crookers Crack Mix)
6. "I Love to Move in Here" (Style Of Eye Piano Remix)

PCDMUTE391
1. "I Love to Move in Here" (Holy Ghost! Remix)
2. "I Love to Move in Here" (Proxy Remix)
3. "I Love to Move in Here" (Popof Remix)
4. "I Love to Move in Here" (Thomas Von Party And Brad Lamborghini's Spaced Acid Remix)
5. "I Love to Move in Here" (Clouded Vision's Acid Jazz Remix)
6. "I Love to Move in Here" (Style Of Eye Remix)
7. "I Love to Move in Here" (Style Of Eye Piano Remix)

## Listas
| Lista (2008)                       | Mejor posición |
| ---------------------------------- | -------------- |
| Belgian Flanders Singles Chart     | 47             |
| U.S. Billboard Hot Dance Club Play | 1              |